# Frösö, Sunne och Norderö församling
Frösö, Sunne och Norderö församling är en församling i Norra Jämtlands kontrakt i Härnösands stift. Församlingen utgör ett eget pastorat och ligger i Östersunds kommun i Jämtlands län.

## Administrativ historik
Församlingen bildades 2014 genom sammanläggning av Frösö församling, Sunne församling och Norderö församling i ett eget pastorat som tidigare omfattade de tre församlingarna. 

## Kyrkor
- Frösö kyrka
- Norderö kyrka
- Sunne kyrka
- Hornsbergskyrkan